# هيلين جوفروا
هيلين جوفروا (بالفرنسية: Hélène Geoffroy) (و. 1970  م) هي سياسية فرنسية، هي عضوةٌ الحزب الاشتراكي.

## مناصب
تولت منصب نائب فرنسي (18 يونيو 2017–20 يونيو 2017)
- نائب فرنسي (20 يونيو 2012–11 مارس 2016)[4]
- عضو المجلس العام  [لغات أخرى]‏.